# جداء كرونكر
في الرياضيات، جداء كرونكر (بالإنجليزية: Kronecker product)‏، ويرمز له بعلامة ⊗، هو عملية تطبق على مصفوفتين اثنتين أيا كان عدد صفوفها أو أعمدتها.